# Liste der australischen Hauptstädte

## HauptstädteAustraliens
- Melbourne
  - 1901–1927 Hauptstadt des Australischen Bundes
- Canberra
  - seit 1927 Hauptstadt des Australischen Bundes

## Hauptstädte der Bundesstaaten, Territorien und Außengebiete seit 1901

### Hauptstädte der Bundesstaaten
- Adelaide (Südaustralien / South Australia)
- Brisbane (Queensland)
- Darwin (Northern Territory)
- Hobart (Tasmanien / Tasmania)
- Melbourne (Victoria)
- Perth (Westaustralien / Western Australia)
- Sydney (New South Wales)

### Hauptstädte der Territorien
1911 wurde das Federal Capital Territory (1938 umbenannt) von New South Wales getrennt, 1913 wurde die künftige australische Hauptstadt Canberra gegründet (1927 offizieller Umzug des Parlaments). 1989 erhielt das Territorium eine Gesetzgebende Versammlung, bis zu diesem Zeitpunkt wurde es von der Bundesregierung verwaltet.
- Canberra (Federal Capital Territory, 1913–38; Australian Capital Territory, seit 1938)

Das Nordterritorium wurde bis 1911 von Südaustralien verwaltet, bis 1978 unterstand es der Verwaltung der Bundesregierung in Canberra. 1927–31 war das Territorium in die beiden Territorien Nord- und Zentralaustralien geteilt, die ebenfalls von der Bundesregierung verwaltet wurden. 1978 erhielt das Territorium eine Gesetzgebende Versammlung.
- Alice Springs (Zentralaustralien / Central Australia, 1927–31)
- Darwin (Nordterritorium / Northern Territory, 1911–27 und seit 1931; Nordaustralien / North Australia, 1927–31)

### Hauptstädte der Außengebiete
das Datum gibt den Zeitpunkt der Inbesitznahme des Gebiets durch Australien an; des Weiteren ist der aktuelle politische Status angegeben
- Flying Fish Cove (Weihnachtsinsel / Christmas Island) – 1. Oktober 1958, Territorium unter Verwaltung der Bundesregierung
- Kingston (Norfolkinsel / Norfolk Island) – 1. Januar 1901, Territorium mit innerer Autonomie
- West Island (Kokos- bzw. Keelinginseln / Cocos Islands bzw. Keeling Islands) – 23. November 1955, Territorium unter Verwaltung der Bundesregierung
- die Ashmore- und Cartierinseln / Ashmore and Cartier Islands, die Heard und McDonaldinseln / Heard Island and McDonald Island und die Korallenmeerinseln / Coral Sea Islands sind unbewohnt, sie unterstehen der Verwaltung verschiedener Einrichtungen der Bundesregierung
- Australien erhebt Anspruch auf einen Teil der Antarktis (Australisches Antarktis-Territorium / Australian Antarctic Territory), mit dem Antarktisvertrag wurde der international nie anerkannte Anspruch vorerst aufgeschoben